# Amphispiza
Amphispiza là một chi chim trong họ Emberizidae.